# Telescopio gregoriano

Diagrama del paso de la luz a través de un telescopio gregoriano.

El telescopio gregoriano es un tipo de telescopio reflector diseñado por el matemático y astrónomo escocés James Gregory en el siglo XVII, y construido por vez primera en 1673 por Robert Hooke. El diseño, publicado en 1663, es anterior al primer telescopio práctico reflector, el telescopio newtoniano construido por sir Isaac Newton en 1668, y no fue construido con éxito hasta cinco años después del primer telescopio reflector de Newton.

## Historia
El telescopio gregoriano, nombrado en base al diseño de James Gregory, apareció en su publicación de 1663 Optica Promota (El avance de la óptica). Similares diseños teóricos se han encontrado en los escritos de Bonaventura Cavalieri (Lo Specchio Ustorio (Sobre los espejos incendiarios), 1632) y Marin Mersenne (l"Harmonie universalle, 1636). Los primeros intentos de Gregory de construir el telescopio fallaron, ya que él mismo no tenía aptitudes prácticas y no pudo encontrar un óptico capaz de construirle uno. Hasta diez años después de la publicación de Gregory, gracias al interés de experimentación del científico Robert Hooke, se consiguió fabricar un instrumento que funcionase.

## Diseño
El telescopio gregoriano consiste de dos espejos cóncavos, el espejo primario (una paraboloide cóncava) recoge la luz y la lleva a un enfoque antes de que el espejo secundario (un elipsoide cóncavo), en donde se refleja a través de un agujero en el centro de la primaria y por lo tanto a través del extremo inferior del instrumento donde se puede ver con la ayuda del ocular. Como la elipse tiene dos focos, en uno de los focos se hace coincidir el foco de la parábola, y la imagen final queda en el segundo foco.
El diseño gregoriano resolvió el problema de ver la imagen en un reflector, al permitir que el observador esté de pie detrás del espejo primario. Este diseño del telescopio produce una imagen vertical por lo que es útil para observaciones terrestres. También funciona como un teleobjetivo en que el tubo es mucho más corto que la longitud focal real del sistema. 
El diseño fue en gran parte sustituido por el telescopio Cassegrain. Todavía se utiliza para algunos catalejos, porque este diseño crea una imagen erguida sin necesidad de prismas. El laboratorio del espejo del Observatorio Steward ha estado haciendo los espejos de los telescopios grandes gregorianos, al menos desde 1985.
En el diseño gregoriano, el espejo primario crea una imagen real antes del espejo secundario. Esto permite una parada de campo al ser colocado en esta ubicación, para que la luz proveniente del el exterior del campo de visión no alcance el espejo secundario. Esta es una gran ventaja para los telescopios solares, donde una parada de campo (cierre gregoriano) puede reducir la cantidad de calor que llega al espejo secundario y los posteriores componentes ópticos. El Telescopio Solar Óptico en el satélite Hinode es un ejemplo de este diseño. 
Para los fabricantes de telescopios aficionados el gregoriano puede ser menos difícil de fabricar que un Cassegrain porque la secundaria cóncava es testable a través del método de Foucault como el primario, que no es el caso de la convexa del secundario Cassegrain.

## Galería de imágenes

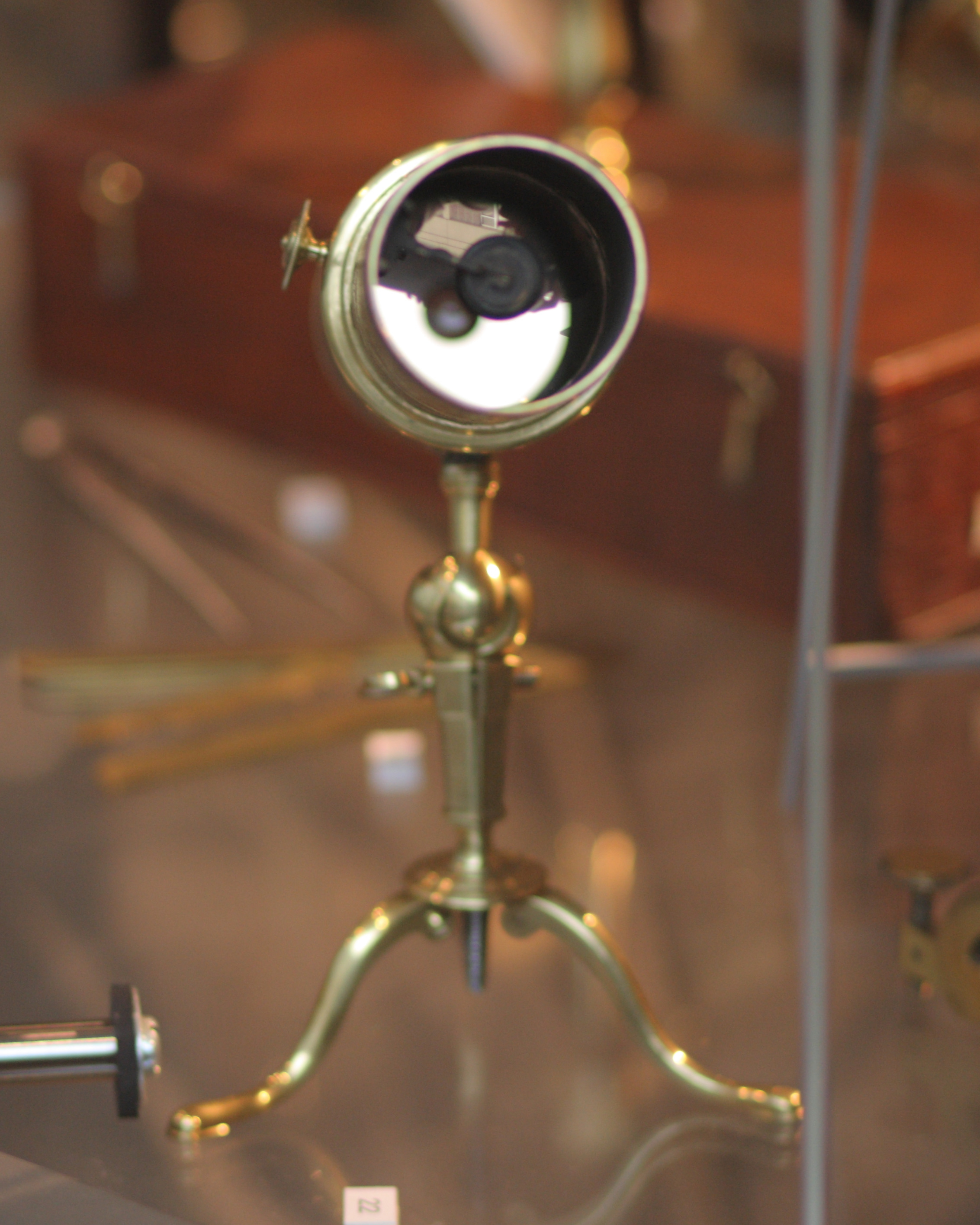
Un telescopio gregoriano de cerca de 1735
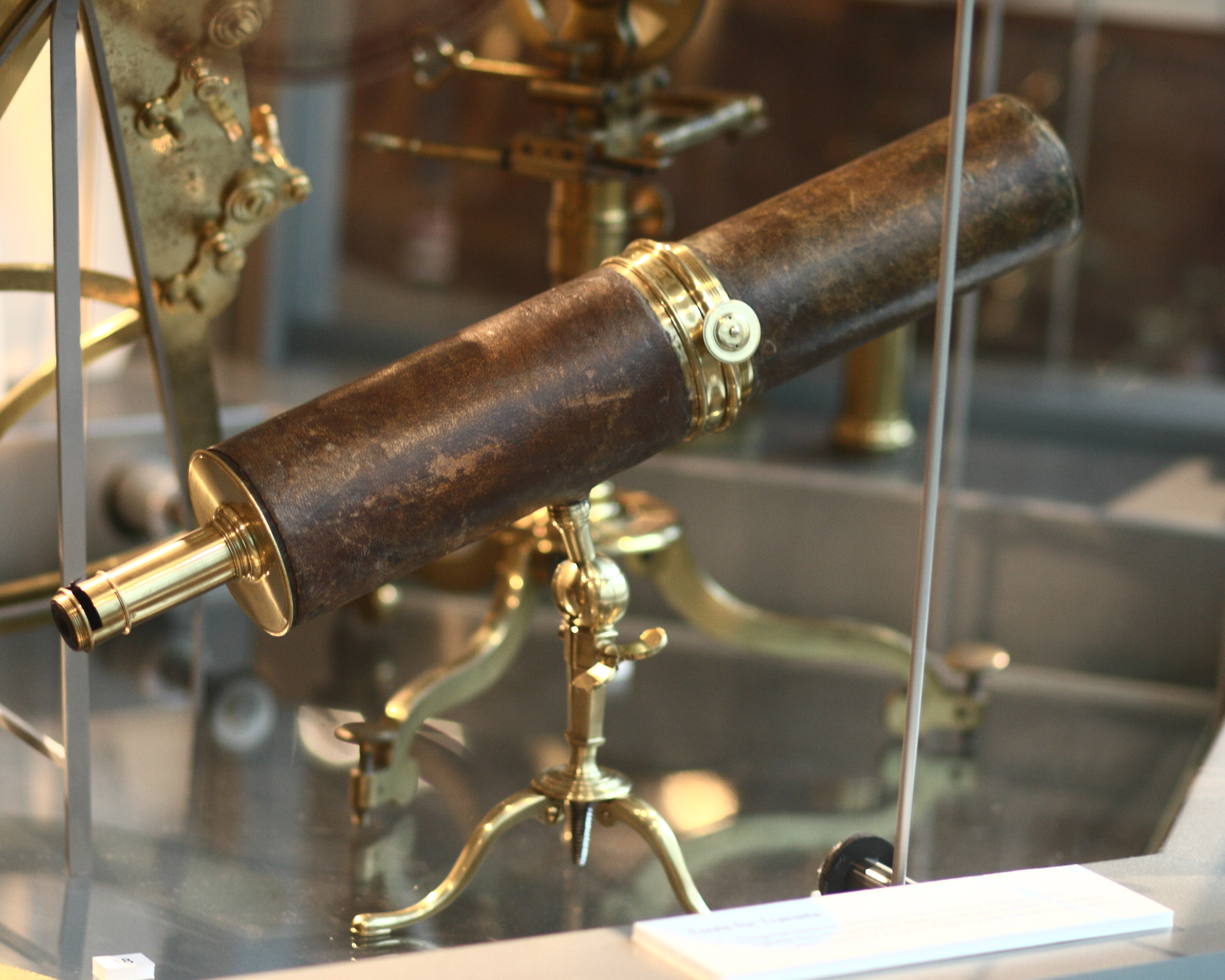
Vista lateral
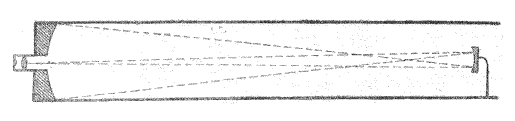
Diagrama de un telescopio gregoriano de 1873

## Ejemplos
- El Telescopio de Green Bank, el Observatorio de Arecibo, y el Allen Telescope Array son todos los telescopios de radio emplean la óptica fuera del eje Gregoriana.
- El Vatican Advanced Technology Telescope y los telescopios Magallanes harán uso de la óptica gregoriano.
- El Gran Telescopio Binocular y el Telescopio Gigante de Magallanes usarán la óptica gregoriana.